# Juan Prim

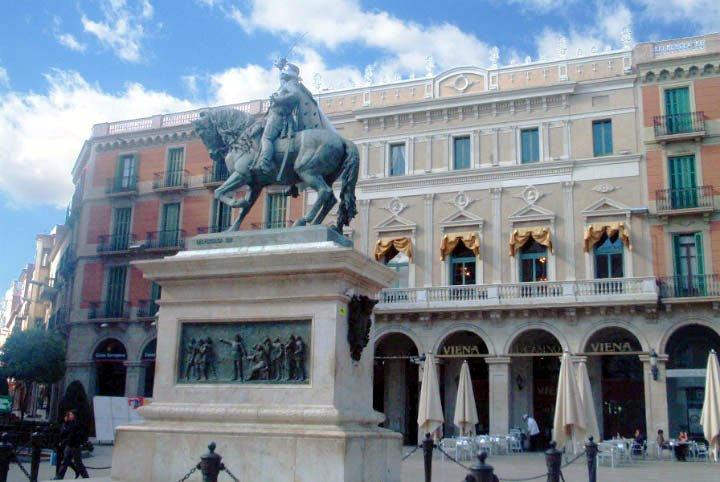
Primův pomník v Reus

Juan Prim y Prats (6. prosinec 1814, Reus – 30. prosinec 1870, Madrid) byl španělský a katalánský voják a politik, v letech 1868–1869 premiér Španělska, 1847–1848 guvernér Portorika. Byl liberálem (představitelem tzv. Pokrokové strany) usilujícím o demokratizaci Španělska, kvůli čemuž neváhal roku 1868 svrhnout královnu Isabelu II.

## Život
Jeho otec byl voják, a proto i Juan zvolil vojenskou kariéru. Do španělských dějin prvně zasáhl roku 1833, když vypukla tzv. 1. karlistická válka (král Ferdinand VII., který neměl mužské potomky, zrušil salický zákon, jenž nedovoloval ženským potomkům nastoupit na trůn, aby tak trůn zajistil pro svou dceru Isabelu, což vyprovokovalo Ferdinandova bratra Karla – který by jinak byl následníkem – ke vzpouře). Prim bojoval na straně Ferdinanda, přesněji – po Ferdinandově smrti – jeho ženy a regentky království Marie Kristiny Bourbonské, a to v řadách katalánského svobodného vojska. Roku 1839 byli karlisté poraženi a Prim byl povýšen na plukovníka. Nakonec ale došlo k převratu generála Baldomero Espartera a regentka Marie Kristina musela roku 1840 odejít do exilu do Francie. Prim se pokusil o povstání proti Esparterovi v Zaragoze, ale neúspěšně, a tak nakonec odešel za regentkou do exilu také.
Do Španělska se mohl vrátit až roku 1843. Stal se poslancem a stále byl v tvrdé opozici proti Esparterovi. Nevzdal ani ozbrojený boj, nejprve vyvolal neúspěšné povstání v Reus, poté další v Barceloně. To konečně uspělo a Espartero podal demisi. Marie Kristina se vrátila do vlasti a povýšila Prima do hodnosti generála. Posléze byl též jmenován guvernérem Madridu.
Své výsadní postavení však Prim brzy ztratil, když se podílel na spiknutí proti premiérovi Ramón María Narváezovi a navzdory regentčině ochranné ruce musel v roce 1844 znovu odejít do exilu v Anglii a Francii (čímž se vyhnul trestu šesti let vyhnanství na Filipínách). Navíc ve stejném roce Kristinina vláda končila a ujala se jí sama Isabela, jakožto královna Isabela II.
Jeho situace se výrazně zlepšila roku 1847, když byla vyhlášena amnestie, která ve Španělsku smazala jeho šestiletý trest. Znovu se zapojil do španělské politiky a byl jmenován guvernérem kolonie Portoriko. Během krymské války působil v osmanské armádě, neboť Španělé podporovali boj proti Rusům. Roku 1854 se vrátil do Španělska a byl znovu zvolen poslancem. V té době se věnoval zejména politice, podporoval premiéra Leopoldo O'Donnella a spoluprosazoval řadu liberálních reforem, avšak když roku 1859 vypukla válka s Marokem, vrátil se k vojenské kariéře. Stal se velitelem španělského expedičního sboru. Úspěch ve válce mu vynesl uvedení do šlechtického stavu, získal titul granda a markýze de los Castillejos. Další vojenskou výpravu vedl v roce 1861, tentokrát do Mexika (šlo o vymáhání mexického dluhu Španělsku, Británii a Francii).
Po návratu z Mexika se obrátil proti O'Donnelovi a vedl proti němu ozbrojený odboj. Důsledek byl však paradoxní - královna Isabela II. se zatvrdila a začala se dostávat stále více pod vliv konzervativních jezuitů. Primovi nezbylo než se začít pokoušet svrhnout i královnu. Vyvolal několik povstání a nakonec se mu podařilo královnu ze země opravdu vyhnat, prchla do Biarritzu, pod ochranu Napoleona III. Prim poté 8. října 1868 triumfálně vstoupil do Madridu. Regentem byl zvolen generál Serrano, Prim získal funkci ministra války a byl de facto vojenským diktátorem. Byl však diktátorem prosazujícím liberální reformy - zavedl všeobecné volební právo, svobodu vyznání a svobodu slova.
Přesto nechtěl ani on, ani Serrano zůstat v čele země, usilovali o volbu nového krále, který by umožnil demokratizaci. Ta se však dlouho nedařila. Když například vojenská vláda začala jednat o nástupu na trůn s pruským princem Leopoldem Hohenzollernským, Napoleon III., ochránce práv Isabely, Prusku vyhlásil válku. Pruský princ pak plán usednout na španělský trůn vzdal. Králem byl nakonec zvolen vévoda z Aosty, na trůn usedl jako Amadeus I. Avšak ještě než tak učinil, byl na Prima spáchán atentát, při odchodu z parlamentu (kortesů). Bylo na něj vypáleno sedm kulek. Zraněním podlehl dva dny po atentátu, 30. prosince 1870. Primova smrt oslabila Amadeovu podporu a jeho vláda skončila po dvou letech.

## Vyznamenání
- rytíř Vojenského řádu svatého Ferdinanda